# 小西徳應
小西 徳應（こにし とくおう、1958年 - ）は、日本の政治学者、明治大学政治経済学部教授。政治学科長、地域行政学科長、政治経済学部長、日本政治学会理事、日本選挙学会理事を歴任。専門は、日本政治史。

## 略歴
1958年富山県生まれ。富山県立富山東高等学校を経て、1982年明治大学政治経済学部卒業。
1988年明治大学大学院政治経済学研究科博士課程中退。
明治大学助手、専任講師、助教授を経て、2004年より教授。2024年4月より学校法人明治大学常勤理事（学務担当）。

## 編著
- 『憲法政治‐軌跡と展開』（敬文堂）
- 『新版 日本政治の変遷―史料と基礎知識』（北樹出版）
- 『首相列伝』（東京書籍）
- 『三木武夫研究』（日本経済評論社）
- 『戦後日本政治の変遷―史料と基礎知識』（北樹出版）